# Phạm Đỗ Chí
Phạm Đỗ Chí là một kinh tế gia. Ông đã từng tư vấn cho Tổng bí thư Kaysone Phomvihane của Lào và Tổng thống Togo.

## Tiểu sử
Phạm Đỗ Chí sinh ra trong một gia đình nông dân ít học.  Sau đó được một gia đình cưu mang và cho ăn học. Sau khi tốt nghiệp trung học, ông được học bổng Colombo và đi du học Cử nhân Kinh tế ở Đại học Laval, Quebec, Canada. Sau đó, ông lại được học bổng đi học Cao học và Tiến sĩ Kinh tế tại trường Đại học Pennsylvania, Hoa Kỳ. Sau khi tốt nghiệp Tiến sĩ, ông gia nhập vào chương trình những nhà kinh tế trẻ của Quỹ Tiền tệ Quốc tế (IMF) và công tác ở đây suốt 27 năm.
Thời gian đầu làm việc cho IMF, ông chủ yếu công tác ở các nước Châu Phi. Sau đó, ông được cử làm Đại diện IMF ở Togo trong vòng ba năm và được làm cố vấn kinh tế riêng cho Tổng thống Gnassingbé Eyadéma.
Sau đó ông đại diện cho IMF làm việc ở Lào, làm cố vấn riêng cho Tổng bí thư Kaysone Phomvihane.
Sau khi nghỉ hưu sớm khỏi IMF năm 2001, ông trở về Việt Nam. Ban đầu, ông làm việc với tư cách Phó Giám đốc điều hành và Chuyên gia Kinh tế trưởng cho Quỹ đầu tư VinaCapital. Sau đó,ông Chí làm cố vấn kinh tế về chương trình Phát triển Quốc tế Hoa Kỳ (USAID) cho Chính phủ Việt Nam. Ông than phiền, "những đóng góp cải cách của tôi dưới thời Thủ tướng Nguyễn Tấn Dũng đa số bị bỏ ngoài tai."

## Nhận xét về chính sách kinh tế Việt Nam
- Thời kỳ đổi mới hiệu quả nhất của Việt Nam theo ông là dưới thời Thủ tướng Võ Văn Kiệt và Thủ tướng Phan Văn Khải.
- Các chính sách kinh tế dưới thời ông Nguyễn Tấn Dũng hoàn toàn đi ngược lại với chính sách đổi mới và chỉ phục vụ một nhóm tham vọng riêng. Những chính sách này đã gây hậu quả nghiêm trọng cho nền kinh tế đến tận bây giờ.
- Chính phủ Việt Nam dưới thời thủ tướng Nguyễn Xuân Phúc đã đẩy mạnh tăng trưởng kinh tế và giải quyết được một số vấn đề như nợ xấu ngân hàng hay nợ công quốc gia. Tuy nhiên, tham nhũng vẫn là vấn nạn lớn nhất của nền kinh tế Việt Nam. Nếu không có các thể chế chính trị cụ thể đối với nạn tham nhũng, thì rất khó cho Chính phủ Việt Nam cải cách kinh tế.